# Jutlandia Północna
Jutlandia Północna (duń. Nordjylland) – jeden z pięciu duńskich regionów administracyjnych utworzonych 1 stycznia 2007 na mocy reformy administracyjnej. W jego skład wszedł dotychczasowy okręg Jutlandia Północna, a także część okręgu Viborg Amt i gminy Mariager, należącej przed reformą do okręgu Århus Amt.
Powierzchnia regionu wynosi 8020 km², zaś ludność ok. 577 tysięcy mieszkańców (2007). Największym miastem i zarazem stolicą jest Aalborg.
Region dzieli się na 11 gmin.
| - Aalborg - Brønderslev - Frederikshavn - Hjørring - Jammerbugt - Læsø - Mariagerfjord - Morsø - Rebild - Thisted - Vesthimmerland |